# Bajč
Bajč este o comună slovacă, aflată în districtul Komárno din regiunea Nitra. Localitatea se află la altitudinea de 121 m deasupra n.m., se întinde pe o suprafață de 36,48 km2 și în 2017 număra 1.234 de locuitori.

## Istoric
Localitatea Bajč este atestată documentar din 1312.

## Demografie
| An:                | 1994 | 2004   | 2014   | 2024   |
| ------------------ | ---- | ------ | ------ | ------ |
| Număr de persoane: | 1246 | 1252   | 1253   | 1266   |
| Diferență:         |      | +0,48% | +0,07% | +1,03% |

| An:                | 2023 | 2024   |
| ------------------ | ---- | ------ |
| Număr de persoane: | 1262 | 1266   |
| Diferență:         |      | +0,31% |